# Hermann H. Dieter
Hermann H. Dieter (* 19. Januar 1945 in Spaichingen) ist ein deutscher Biochemiker und Toxikologe, der sich vor allem mit der Toxikologie von Trinkwasserinhaltsstoffen befasst hat. Er war bis Januar 2012 Leiter des Fachgebietes „Toxikologie des Trink- und Badebeckenwassers“ im deutschen Umweltbundesamt, davor des Instituts für Wasser-, Boden- und Lufthygiene des 1994 aufgelösten Bundesgesundheitsamtes.

## Leben
Dieter wuchs in Tübingen auf. Von 1967 bis 1972 studierte er Biochemie in Tübingen und Marburg. Nach dem Abschluss als Diplom-Biochemiker ging er an die Universität Konstanz, wo er 1976 bei Horst Sund promovierte. Seine Dissertation wurde mit Summa cum laude bewertet und mit dem Byk-Gulden-Preis ausgezeichnet. Von 1977 bis 1985 forschte Dieter als wissenschaftlicher Assistent am Institut für Toxikologie der Heinrich-Heine-Universität Düsseldorf bei Friedrich Karl Ohnesorge auf dem Gebiet der biochemischen Toxikologie. Er ging zu zwei längeren Forschungsaufenthalten in die Vereinigten Staaten. Während seines Forschungsaufenthalts widmete er sich unter anderem der Erforschung von u. a. Hormonen des Kaninchens. 1985 habilitierte er sich für das Fach „Biochemische Toxikologie“. Im Juli 1986 wurde Dieter Leiter des Fachgebietes „Toxikologie des Trink- und Badebeckenwassers“ im damaligen Institut für Wasser-, Boden- und Lufthygiene (Wabolu), das 1994 ins Umweltbundesamt eingegliedert wurde. Er war Lehrbeauftragter der TU Berlin für das Fach „Toxikologie für Chemiker“. Dieter spielt Bratsche und ist leidenschaftlicher Kammermusiker.

## Fachliche Arbeiten
Dieter befasste sich am WaBoLu und am Umweltbundesamt mit der gesundheitlichen und trinkwasserhygienischen Bewertung unter anderem von Arsen, Antimon, Schwermetallen, Nitrat, Bromat, Pflanzenschutzmitteln und sprengstofftypischen Verbindungen. Ein Schwerpunkt war auch die Bewertung von Kupfer in Eigenversorgungsanlagen, die nicht an das übliche Trinkwassernetz angeschlossen sind – seinerzeit traten mehrere Fälle von frühkindlichen Leberzirrhosen, teilweise mit Todesfällen auf.
In einem Beitrag zu seinem 60. Geburtstag heißt es, dass Dieters großes Verdienst darin bestehe, „wesentliche Beiträge zur Schaffung eines rationalen und transparenten Systems zur Ableitung von gesundheitsbezogenen Beurteilungswerten“ in der Trinkwasserhygiene geschaffen zu haben, während solche Beurteilungswerte früher kaum begründet gewesen seien.
Seine Publikationen beschäftigen sich dementsprechend mit dem Spannungsfeld zwischen Toxikologie und Trinkwasserhygiene sowie der gesundheitlichen Bewertung neuer Analyte im Trinkwasser mit unvollständiger Datenbasis.
Er ist Mitherausgeber des ergänzbaren Handbuches „Trinkwasser aktuell“ im Berliner Erich-Schmidt-Verlag.

## Arbeiten zur sprachlichen Bildung
Hermann H. Dieter ist stellvertretender Vorsitzender des 2007 von ihm mitgegründeten Arbeitskreises Deutsch als Wissenschaftssprache, der sich gegen eine Verdrängung des Deutschen als Wissenschaftssprache zugunsten des Englischen wendet und für fachspezifische Konzepte einer mehrsprachigen universitären Lehre eintritt.